# Pacific Coast Championships 1989
Il Pacific Coast Championships 1989 è stato un torneo di tennis giocato sul cemento indoor. È stata la 100ª edizione del Pacific Coast Championships, che fa parte del Nabisco Grand Prix 1989. Si è giocato a San Francisco negli Stati Uniti, dal 25 settembre al 1º ottobre 1989.

## Campioni

### Singolare
Brad Gilbert ha battuto in finale  Anders Järryd con il punteggio di 7–5, 6–2

### Doppio
Pieter Aldrich /  Danie Visser hanno battuto in finale  Paul Annacone /  Christo van Rensburg con il punteggio di 6–4, 6–3